# 焦作影视城

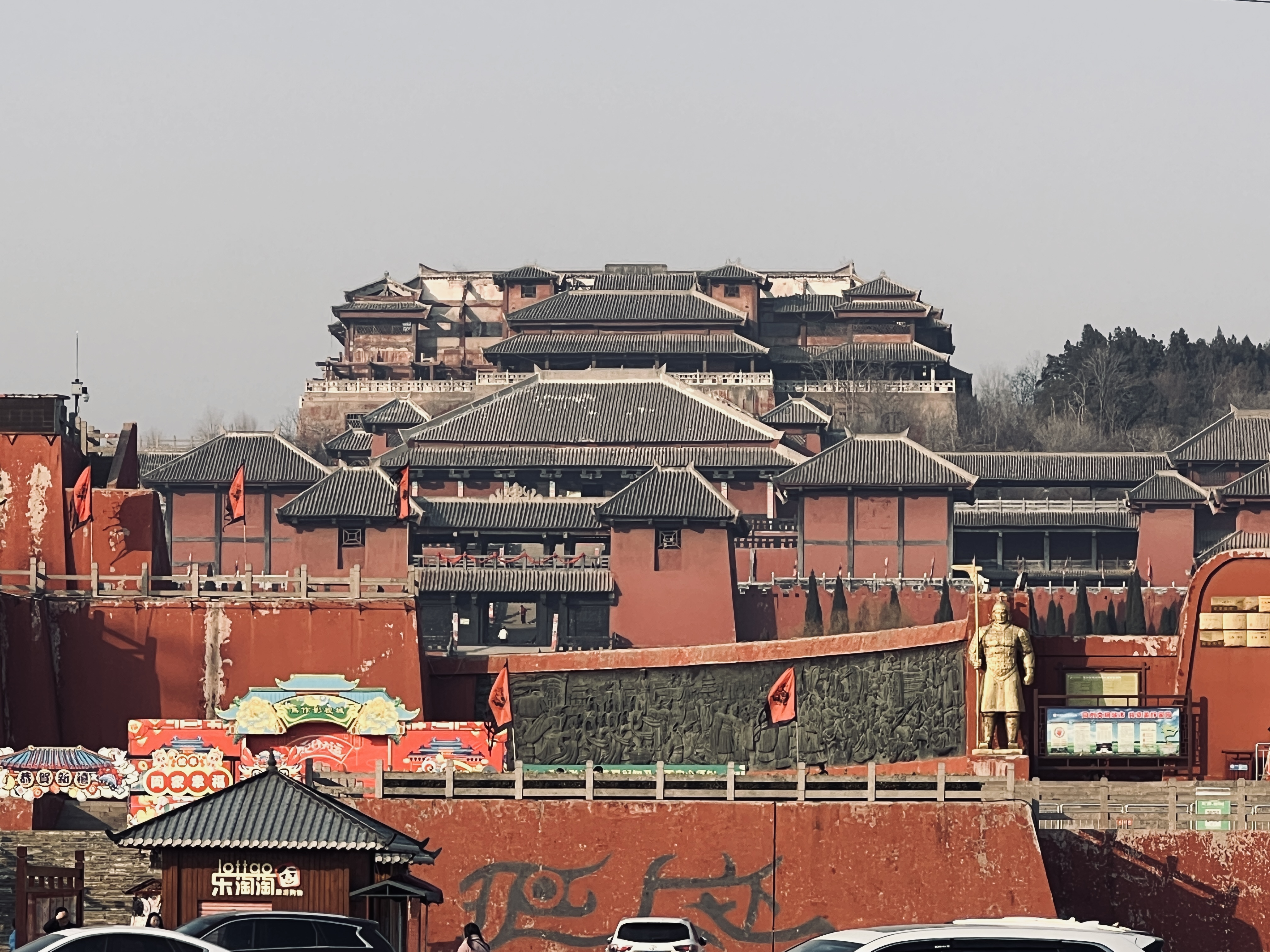
焦作影视城

焦作影视城是位于河南省焦作市的一家影视基地，为国家4A级旅游景区，以影视拍摄服务为主，兼具观光旅游、文化娱乐、休闲度假等功能，位于焦作市区北缘，太行山脚下。影视城占地面积2.5平方公里，建筑面积40万平方米，试图重现华夏文明早期的建筑风格。许多春秋战国、秦汉、三国时期背景的电影和电视剧在这里拍摄。

## 历史
- 1995年，焦作市人民政府与中国中央电视台联合投资2.3亿元兴建而成。
- 2011年，正式加盟焦作市三维房地产开发有限公司。
- 2012年，焦作影视城景区被批准为国家4A级旅游景区。

## 影视剧
在焦作影视城取景的影视剧，包括但不限于：
- 《东周列国》
- 《貂婵》
- 《屈原》
- 《洛神》
- 《汉武帝刘秀》
- 《曹操与蔡文姬》
- 《鲁班大师》
- 《秦始皇》
- 《争霸传奇》
- 《卧薪尝胆》
- 《马鸣风萧萧》
- 《大秦帝国》
- 《西施秘史》
- 《三国》
- 《水浒传》
- 《战国》
- 《汉武大帝》
- 《汉太尉杨震》
- 《愚公移山》
- 《孔子》
- 《大风歌》